# Rubus velox
Rubus velox  es una especie de planta del género Rubus, perteneciente a la familia Rosaceae.

## Taxonomía
Rubus velox  fue descrita por Liberty Hyde Bailey en 1923.

## Distribución
Se encuentra en el territorio de Texas.